# Mongua (ort)
Mongua är en ort i Colombia.   Den ligger i departementet Boyacá, i den centrala delen av landet, 190 km nordost om huvudstaden Bogotá. Mongua ligger 3 021 meter över havet och antalet invånare är 2 322.
Terrängen runt Mongua är kuperad åt sydväst, men åt nordost är den bergig. Runt Mongua är det ganska glesbefolkat, med 30 invånare per kvadratkilometer. Närmaste större samhälle är Sogamoso, 15,0 km väster om Mongua. Trakten runt Mongua består i huvudsak av gräsmarker.